# Närkontakt – The Fourth Kind
Närkontakt – The Fourth Kind (originaltitel: The Fourth Kind) är en amerikansk-brittisk långfilm från år 2009 som regisserades av Olatunde Osunsanmi.

## Handling
I Alaska har tusentals människor försvunnit spårlöst under de senaste fyrtio åren. Det gäller i synnerhet i staden Nome. Abbey Tyler, en gift psykolog med två barn, tar emot patienter som helt oberoende av varandra berättar i stort sett identiska berättelser. De har alla vaknat utan någon som helst anledning mitt i natten, sen har de alla sett en uggla i fönstret.
Tyler fortsätter att ta emot dessa patienter, och snart börjar konstiga saker hända - både med patienterna och med de andra invånarna i den lilla staden. Snart blir även Tyler själv drabbad av vad som verkar vara utomjordiskt liv.

## Om filmen
Filmen utger sig för att vara baserad på en sann historia. De så kallade riktiga arkivbilderna och videoinspelningarna är tagna från CIA och FBI. Dock är även dessa fiktion och inte på riktigt.

## Rollista i urval
- Milla Jovovich - Abbey Tyler
- Charlotte Milchard - "den riktiga" Abbey Tyler
- Will Patton - sheriff August
- Hakeem Kae-Kazim - Awolowa Odusami
- Corey Johnson - Tommy Fisher
- Enzo Cilenti - Scott Stracinsky
- Elias Koteas - Abel Campos
- Daphne Alexander - Theresa
- Kiera McMaster - Joe Fisher